# Course de la Paix juniors
La Course de la Paix juniors est une course cycliste tchèque créée en 1965 qui se déroule au mois de mai. C'est l'équivalent pour les coureurs juniors (17-18 ans) de la Course de la Paix. Elle met aux prises uniquement des coureurs juniors (17/18 ans). La course fait partie de l'UCI Coupe des Nations Juniors. L'épreuve est l'une des courses par étapes les plus prestigieuses du calendrier junior.
L'édition 2020 est annulée en raison de la pandémie de coronavirus,.

## Palmarès
| Année     | Vainqueur               | Deuxième               | Troisième            |
| --------- | ----------------------- | ---------------------- | -------------------- |
| 1965      | Fritz Germin            |                        |                      |
| 1966      | Petr Hladík             |                        |                      |
| 1967-1973 | Pas de course           | Pas de course          | Pas de course        |
| 1974      | Vladimir Chapovalov     |                        |                      |
| 1975      | Ivan Romanov            |                        |                      |
| 1976      | Jiří Korous             |                        |                      |
| 1977      | Alessandro Paganessi    |                        |                      |
| 1978      | Falk Boden              |                        |                      |
| 1979      | Alberto Molinari        |                        |                      |
| 1980      | Vladimír Kozárek (cs)   |                        |                      |
| 1981      | Berndt Pfister          |                        |                      |
| 1982      | Christian Jager (de)    |                        |                      |
| 1983      | Roman Kreuziger         |                        |                      |
| 1984      | Ondrej Glajza           |                        |                      |
| 1985      | Leonid Lebedev          |                        |                      |
| 1986      | Miroslav Lipták (de)    |                        |                      |
| 1987      | Luboš Pekárek           |                        |                      |
| 1988      | František Trkal         |                        |                      |
| 1989      | Petr Cirkl              |                        |                      |
| 1990      | Danilo Klaar            |                        |                      |
| 1991      | Jiří Pospíšil           |                        |                      |
| 1992      | Petr Herman             |                        |                      |
| 1993      | Janek Ermal             |                        |                      |
| 1994      | Dmitri Parfimovitch     |                        |                      |
| 1995      | Denis Menchov           |                        |                      |
| 1996      | Denis Bondarenko        |                        |                      |
| 1997      | Christian Werner        |                        |                      |
| 1998      | Michal Mourecek         |                        |                      |
| 1999      | Fabian Cancellara       |                        |                      |
| 2000      | Piotr Mazur             | Łukasz Bodnar          | Tomasz Dejewski      |
| 2001      | Sven Krauss             |                        |                      |
| 2002      | Peter Velits            | Dmitry Kozontchuk      | Igor Klak            |
| 2003      | Peter Velits            | Maxim Belkov           | Zdeněk Štybar        |
| 2004      | Roman Kreuziger         | Simon Špilak           | Anders Berendt       |
| 2005      | Tanel Kangert           | André Steensen         | Rein Taaramäe        |
| 2006      | Martin Hačecký          | Róbert Gavenda         | Jakub Kratochvíla    |
| 2007      | Michał Kwiatkowski      | Matthias Brändle       | Fabian Schaar (de)   |
| 2008      | Michał Kwiatkowski      | Peter Sagan            | Eliot Lietaer        |
| 2009      | Łukasz Wiśniowski       | Nikias Arndt           | Wilco Kelderman      |
| 2010      | Evgeny Shalunov         | Asbjørn Kragh Andersen | Petr Vakoč           |
| 2011      | Magnus Cort             | Alexey Rybalkin        | Olivier Le Gac       |
| 2012      | Niklas Eg               | Søren Kragh Andersen   | Ildar Arslanov       |
| 2013      | Mads Pedersen           | Logan Owen             | Mathieu van der Poel |
| 2014      | Magnus Bak Klaris       | Rayane Bouhanni        | William Barta        |
| 2015      | Brandon McNulty         | Adrien Costa           | Nikolai Ilichev      |
| 2016      | Christopher Blevins     | Evgeny Kazanov         | Jaka Primožič        |
| 2017      | Idar Andersen           | Andreas Leknessund     | Andrea Bagioli       |
| 2018      | Remco Evenepoel         | Mattias Skjelmose      | Ludvig Aasheim       |
| 2019      | Hugo Toumire            | Maurice Ballerstedt    | Andrea Piccolo       |
| 2020      | annulée                 | annulée                | annulée              |
| 2021      | Per Strand Hagenes      | Emil Herzog            | Cian Uijtdebroeks    |
| 2022      | Emil Herzog             | António Morgado        | Jørgen Nordhagen     |
| 2023      | Jørgen Nordhagen        | Andrew August          | Senna Remijn         |
| 2024      | Albert Withen Philipsen | Senna Remijn           | Pavel Šumpík         |
| 2025      | Jan Michal Jackowiak    | Karl Herzog            | Roberto Capello      |